# Zohar

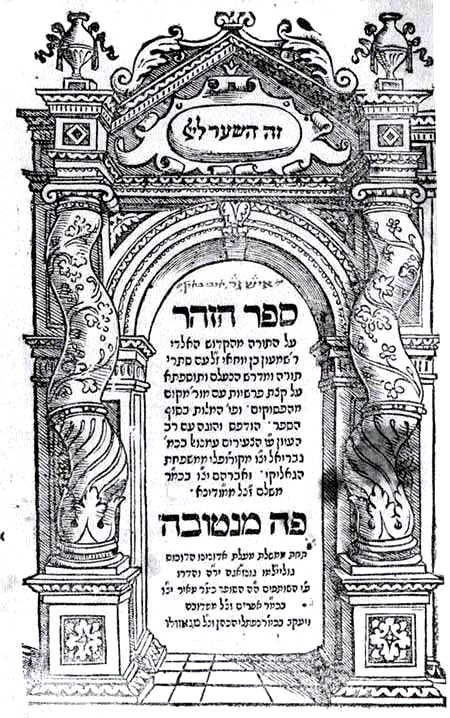
Frontespizio della prima edizione dello Zohar, Mantova, 1558.

Il Sefer ha-Zohar (in ebraico ספר הזוהר, Libro dello Splendore) o semplicemente Zohar (in ebraico זוהר Zohar "splendore"), anche testo profetico ebraico, è il libro più importante della tradizione cabalistica.
Il termine Zohar è un termine generico che serve da titolo a un corpus letterario composito la cui redazione comprende più decenni. In realtà, questo titolo non indica altro che la parte principale del testo.
Secondo l'ipotesi accademica moderna, non accettata dal mondo ortodosso, esso fu redatto in Castiglia verso il 1275, in un artificioso aramaico letterario, sotto forma di un commentario al Pentateuco e con alcune appendici (commento al Libro di Rut e al Cantico dei Cantici), e rappresenta il compendio, la «summa» delle dottrine cabalistiche medievali, annoverando una ventina di testi diversi. In esso si ritrova la teoria delle dieci «Sefirot», quella dei quattro mondi, e l'altra della funzione preponderante che l'animo umano può esercitare nell'economia generale dell'universo. È un linguaggio antropomorfico, regolarmente adoperato nell'esposizione delle dottrine: l'elemento creatore è il maschio, il Padre che nel mondo delle Sefirot corrisponde alla grazia e alla bontà; esso genera l'elemento recettivo, che è la femmina, la Madre, e corrisponde alla giustizia e alla collera; dalla loro unione nasce il Figlio o Mediatore che produce la pietà e la salvezza. Lo Zohar spesso detto «santo», ebbe nel mondo ebraico una diffusione straordinaria, quasi pari a quella della Bibbia; soltanto nel secolo XVII si delineò contro di esso una reazione da parte di alcuni rabbini, che temevano la sua strumentalizzazione da parte di sette eretiche. Lo scopo al quale mira lo Zohar è puramente spirituale:
Lo Zohar contiene anche alcuni inni religiosi:

## Ambientazione storica
La Guida dei perplessi di Maimonide, per la struttura dei concetti simile allo Zohar, influenzò i suoi tempi direttamente ed apertamente; dal momento della sua comparsa suggestionò le menti dei suoi contemporanei, facendoli entusiasmare o costernare. Eppure, dopo due secoli dalla sua pubblicazione, due secoli di profonda influenza, cominciò man mano a perdere vigore, finché, per parecchi secoli, scomparve quasi totalmente dalla consapevolezza delle masse ebraiche. Fu solo alla fine del XVIII secolo che l'Illuminismo Ebraico ("Haskalah") la portò nuovamente in evidenza, cercando di renderla una forza dinamica e attiva per il proprio movimento innovatore.
Ben differente fu il destino dello Zohar, che dovette venire alla luce dalla più completa e impenetrabile anonimia nonché occultamento. Per oltre cento anni non suscitò quasi nessun interesse. Quando poi entrò in scena espresse (e quindi attrasse) i sentimenti di una ristretta cerchia di persone che, riunitesi in conventicole sciolte e frammentarie, cercavano nuove esperienze mistiche e una nuova comprensione del mondo ebraico, ma che non possedevano alcuna minima nozione del libro che stavano aprendo, un libro che avrebbe avuto, tra i tanti che tentavano di esprimere nuove prospettive esistenziali in allegorie e simboli, una grande diffusione. Quando quei gruppi, tra i quali aveva acquisito dominanza, si provarono capaci, nelle tempeste della storia ebraica, di esser portatori di nuove attitudini religiose che acquisirono sempre più autorevolezza, allora lo Zohar, in un bagliore differito ma estremamente intenso della vita nazionale ebraica, venne ad assolvere il grande compito storico di testo sacro a completamento della Bibbia e del Talmud su un nuovo livello di coscienza religiosa. Questo carattere ispiratore gli è stato affisso da numerosi gruppi ebraici in Europa orientale e in Oriente fino ai nostri giorni, né hanno loro esitato ad affermare quella conclusione finale che è stata affermata dai tempi più antichi nel riconoscimento di un testo sacro, vale a dire, che l'effetto sull'anima di una tale opera non dipende affatto dal suo essere compresa.

## Attribuzioni

### Prime considerazioni

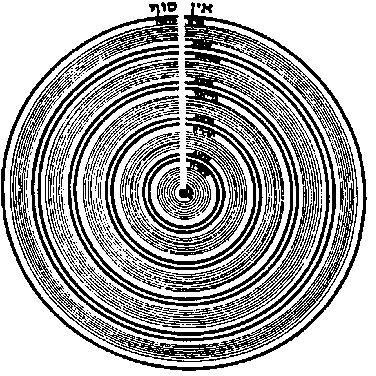
Rappresentazione dei Cinque Mondi con le 10 Sephirot in ognuno, come cerchi concentrici in sequenza, derivati dalla luce di Kav dopo il Tzimtzum

Sospetti sollevati dal fatto che lo Zohar fosse stato scoperto da una singola persona e che si riferisse agli eventi storici del periodo post-talmudico, mentre pretendeva provenienza da un tempo precedente, causò dubbi sulla paternità dell'opera fin dall'inizio. Joseph Jacobs e Isaac Broyde, nel loro articolo sulla Zohar per la Jewish Encyclopedia del 1906, citano una storia che narra del noto cabbalista Isaac ben Samuel di Acco, che pare avesse sentito direttamente dalla vedova di de Leon che il marito avesse scritto lo Zohar a scopo di lucro:
Tuttavia, Isaac evidentemente aveva ignorato la presunta confessione della donna a favore della testimonianza di Joseph ben Todros e di Jacob, un allievo di Moses de León, entrambi i quali gli assicurarono sotto giuramento che il lavoro non era stato scritto da de Leon. Nel corso del tempo, l'opinione generale della comunità ebraica venne ad essere una di accettazione delle affermazioni di Moses de Leon, considerando lo Zohar come un vero e proprio libro di misticismo tramandato dal II secolo. Lo Zohar si diffuse tra gli ebrei con notevole rapidità. A malapena 50 anni erano passati dalla sua comparsa in Spagna, che già veniva citato da molti cabalisti, compresi lo scrittore mistico italiano Menahem Recanati e il castigliano Todros Abulafia. Tuttavia, alcune comunità ebraiche, come quella yemenita Baladi, andalusa sefardita e certe comunità italiane, non l'accettarono mai come autentico.

### Tardo Medioevo
Con il XV secolo, la sua autorità nella comunità ebraica spagnola era tale che Joseph ibn Shem-Tov ne trasse degli argomenti per i suoi attacchi contro Maimonide; anche i rappresentanti della filosofia ebraica non mistica cominciarono ad affermare la sua sacralità e ad invocare la sua autorità nelle decisioni di alcune questioni rituali. Secondo l'opinione di Jacobs e Broyde costoro furono attratti dalla sua glorificazione dell'uomo, dalla sua dottrina dell'immortalità e dai suoi principi etici che sono più in linea con lo spirito dell'ebraismo talmudico di quanto non fosse insegnato dai filosofi, in contrasto con la visione di Maimonide e dei suoi seguaci, i quali consideravano l'uomo come frammento dell'universo, la cui immortalità dipende dal grado di sviluppo del suo intelletto attivo. Lo Zohar invece dichiarava che l'Uomo era il signore della creazione, la cui immortalità dipende unicamente dalla sua moralità.
Al contrario, Elijah del Medigo (c.1458 - c.1493), nel suo Bechinat ha-Dat, cercò di dimostrare che lo Zohar non poteva essere attribuito a Shimon bar Yohai sostenendo che, se fosse stato un suo lavoro, lo Zohar sarebbe stato menzionato dal Talmud, come era avvenuto per altre opere del periodo talmudico; che se bar Yohai avesse conosciuto per rivelazione divina il significato nascosto dei precetti, le sue decisioni sulla legge ebraica del periodo talmudico sarebbero state adottate dal Talmud; che non avrebbe contenuto i nomi di rabbini che erano vissuti in un periodo successivo a quello di Shimon e che, se la Cabala era una dottrina rivelata, non ci sarebbe stata alcuna divergenza di opinione tra i cabalisti in merito all'interpretazione mistica dei precetti.
Coloro che credevano nella autenticità dello Zohar replicarono che la mancanza di riferimenti all'opera nella letteratura ebraica era dovuta al fatto che bar Yohai non aveva messo per iscritto i suoi insegnamenti ma li aveva trasmessi oralmente ai suoi discepoli, di generazione in generazione, fino a quando finalmente le dottrine furono incorporate nello Zohar. Non trovavano strano che bar Yochai non avesse predetto avvenimenti futuri o fatto riferimenti ad eventi storici del periodo post-talmudico..
L'autenticità dello Zohar fu accettata da luminari ebrei del XVI secolo come Rabbi Yosef Karo (m.1575), Rabbi Moses Isserles (m. 1572) e Rabbi Solomon Luria (m.1574), che scrisse che la Legge ebraica (Halakhah) segue lo Zohar, eccetto quando lo Zohar viene contraddetto dal Talmud babilonese.

### Periodo illuministico
Il dibattito è proseguito incessantemente nel corso delle generazioni; le argomentazioni di Medigo venivano riprese da Leone Modena (m.1648) nel suo Ari Nohem e un'opera dedicata alla critica dello Zohar, Miṭpaḥat Sefarim, fu scritta da Jacob Emden che, battagliando contro i rimanenti seguaci del movimento di Sabbatai Zevi (dove Zevi, falso messia ed apostata ebraico, citava profezie messianiche dallo Zohar come prova della sua legittimità), cercava di dimostrare che il libro su cui Zevi basava le sue dottrine era un falso. Emden sosteneva che lo Zohar cita erroneamente certi passaggi della Scrittura; fraintende il Talmud; contiene alcune osservanze rituali che furono ordinate da successive autorità rabbiniche; menziona le crociate contro i musulmani (che non esistevano nel II secolo); usa l'espressione "esnoga" - termine portoghese per "sinagoga" - e dà una spiegazione mistica della punti vocalici ebraicipunti, che furono introdotti solo molto tempo dopo il periodo talmudico.
L'influenza dello Zohar e della Cabala in Yemen, dove erano stati introdotti nel XVII secolo, diede luogo al movimento Dor Daim, i cui seguaci affermavano che le credenze fondamentali dell'ebraismo stessero rapidamente diminuendo a favore del misticismo della Cabala. Il movimento Dor Daim, guidato dal rabbino Yiḥyah Qafiḥ, emerse come una forza riconoscibile nella parte finale del XIX secolo e considerò i cabalisti come irrazionali, anti-scientifici e di atteggiamento anti-progressivo. Il suo scopo era di combattere l'influenza dello Zohar e relativi sviluppi nella Cabala moderna, che era allora molto diffusa nella vita ebraica yemenita, ripristinando ciò che il movimento credeva essere un approccio razionalista all'ebraismo radicato in fonti autentiche e salvaguardando l'antica ("Baladi") tradizione di osservanza ebraica yemenita che si credeva fosse basata su questo approccio. Particolarmente controverse erano le opinioni del Dor Daim sullo Zohar, presentate nell'opera Milhamoth Hashem ("Guerre del Signore"), scritta da Rabbi Qafiḥ. Un gruppo di rabbini di Gerusalemme pubblicò poi un attacco a Rabbi Qafiḥ col titolo Emunat Hashem ("Fede del Signore") e furono adottate misure per ostracizzare i membri del movimento.
Nelle comunità ashkenazite dell'Europa orientale, successive autorità religiose, incluso il Gaon di Vilna (m.1797) e Rabbi Shneur Zalman di Liadi (m.1812) (il Baal HaTanya) credevano nell'autenticità dello Zohar.

### Opinioni religiose contemporanee
La maggior parte dell'Ebraismo ortodosso sostiene che gli insegnamenti della Cabala sono stati trasmessi da maestro a maestro, in una catena lunga e continua, dall'epoca biblica fino alla sua redazione da parte di Shimon bar Yohai. Molti accettano integralmente le affermazioni che gli insegnamenti della Cabala sono in sostanza una rivelazione fatta da Dio al patriarca biblico Abramo, a Mosè e ad altre figure antiche ma che non venne mai stampata e resa disponibile al pubblico fino al momento della pubblicazione medievale dello Zohar. La maggior accettazione di questa sequenza di eventi si trova tra l'ebraismo Haredi. Alcuni rivendicano la tradizione che Rabbi Shimon abbia scritto che l'occultamento dello Zohar sarebbe durato esattamente 1200 anni dal momento della distruzione del Santo Tempio di Gerusalemme. Il Tempio di Gerusalemme fu distrutto nel 70 e.v. e così, prima di rivelare lo Zohar nel 1270, Moses De Leon scoprì i manoscritti in una grotta in Israele. Rabbi Yechiel Michel Epstein (m.1908) e Rabbi Yisrael Meir Kagan (m.1933) credevano entrambi nell'autenticità dello Zohar.
Fiducia nella autenticità dello Zohar tra i movimenti ebraici ortodossi può essere attualmente constatata in varie forme su internet. In un articolo in più parti, Chabad.org presenta ''The Zohar's Mysterious Origins ("Le origini misteriose dello Zohar") di Moshe Miller, che reputa lo Zohar come il prodotto di più generazioni di studiosi, ma ne difende l'autenticità complessiva del testo e confuta molte delle critiche testuali di Scholem e Tishby.Vedi bibliografia Lo Zohar figura con prominenza nella mistica di Chabad. Anche un altro importante sito ebraico ortodosso, Aish.com, dimostra un'ampia accettazione dello Zohar facendovi riferimento in molti dei propri articoli.
Alcuni ebrei ortodossi moderni rifiutano la succitata opinione, reputandola ingenua e superficiale. Altri accettano la precedente posizione rabbinica che lo Zohar sia un'opera scritta nel periodo medievale intermedio da Moses de Leon ma sostengono che, poiché è ovviamente basato su materiale antecedente, possa ancora essere ritenuto autentico ma non come autorevole o senza errore, come altri all'interno dell'Ortodossia potrebbero ritenere.
Gli ebrei di denominazioni ebraiche non ortodosse accettano le conclusioni di studi storici accademici sullo Zohar e su altri testi cabalistici. La maggior parte dei non-ortodossi quindi ha sempre considerato lo Zohar come pseudepigrafo e apocrifo. Tuttavia molti ammettono che alcuni dei suoi contenuti possano avere un significato per l'ebraismo moderno. Siddur a cura di ebrei non ortodossi hanno spesso brani tratti dalle opere Zohar e altri cabalistici, ad esempio Siddur Sim Shalom a cura di Jules Harlow, anche se gli editori non sono cabalisti.
Siddurim redatti da ebrei non ortodossi spesso presentano brani dello Zohar e di altre opere cabalistiche.
Negli ultimi anni c'è stata una crescente volontà da parte di ebrei non ortodossi di studiare lo Zohar, una minoranza tiene una posizione simile a quella ortodossa moderna descritta sopra, specialmente quegli ebrei che appartengono al Rinnovamento giudaico.
Lo Zohar è respinto da quasi tutte le correnti ebraiche spagnole e portoghesi. Alcuni fra loro credono che lo Zohar sia una raccolta di idee basate su errate interpretazioni di concetti midrashici.

### Giudizi critici

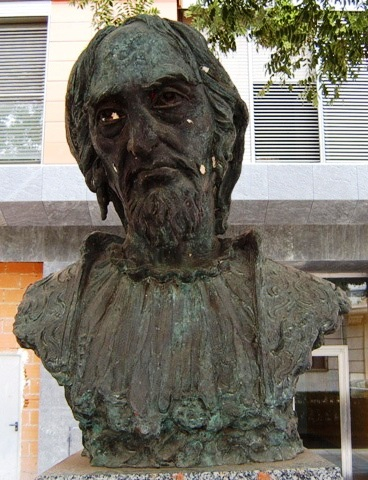
Busto di Moses de León, di Luis A. Sanguino.

Nel secolo scorso, lo storico ebreo Gershom Scholem asserì che lo stesso Moses de León quasi sicuramente era stato l'autore dello Zohar. Tra gli altri fattori, Scholem notò i frequenti errori di grammatica aramaica, tracce sospette di parole e fraseologie spagnole e la scarsa conoscenza della terra di Israele. Yeshayahu Leibowitz, rinomato professore di filosofia dell'Università Ebraica di Gerusalemme, dichiarò che "È chiaro che la Zohar fu scritta da de Leon, tanto chiaro quanto è chiaro che Theodor Herzl ha scritto Medinat HaYehudim (Der Judenstaat)."
Altri studiosi ebrei hanno anche proposto la possibilità che lo Zohar sia stato scritto da un gruppo di persone, incluso de Leon. Questa teoria generalmente presenta de Leon quale capo di una scuola mistica, le elaborazioni della quale produssero lo Zohar.
Un'altra teoria sulla paternità dello Zohar è quella che afferma che fu trasmesso come il Talmud, prima di esser messo per iscritto: come tradizione orale, poi riapplicata alle mutevoli condizionias ed infine registrata. Tale opinione afferma che lo Zohar non fu scritto da Shimon bar Yoḥai, ma fu nondimeno un'opera santa poiché conteneva i suoi principi.
Anche se de Leon avesse scritto il testo, l'intero contenuto del libro non deve considerarsi fraudolento. Parti di esso potrebbero essere basate su opere più antiche, siccome era una pratica comune attribuire la paternità di un documento a un rabbino antico per dare più peso al documento. È inoltre possibile che Moses de Leon si considerasse ispirato a scrivere questo testo.
Nell'ambito dell'Ebraismo ortodosso, si mantiene l'opinione tradizionale che Shimon bar Yohai sia stato l'autore. Rabbi Menachem Mendel Kasher, in un articolo sul periodico Sinai, ricusa molti dei punti di Scholem e scrive:
1. Numerose dichiarazioni nelle opere dei Rishonim (commentatori medievali che precedettero de Leon) si riferiscono a Midrashim che non conosciamo. Kasher afferma che questi sono in realtà riferimenti allo Zohar. Ciò è stato sottolineato da Rabbi David Luria[13] nella sua opera "Kadmo Sefer Ha'Zohar".
2. Il principale avversario dello Zohar, Elijah del Medigo, si riferisce ad esso dicendo che era esistito da "soli" 300 anni. Anche lui concorda quindi sul fatto che esistesse prima del tempo di Rabbi Moses de Leon.
3. Kasher cita un documento di Rabbi Isaac di Acco, il quale fu inviato da Nahmanide ad investigare sullo Zohar. Il documento presenta testimoni che attestano l'esistenza del manoscritto.
4. È impossibile accettare che Rabbi Moshe de Leon sia riuscito a falsificare un'opera della portata dello Zohar (1700 pagine) in un periodo di sei anni come sostiene Scholem.
5. Un confronto tra lo Zohar e le altre opere di de Leon mostrano importanti differenze stilistiche. Sebbene abbia usato il suo manoscritto dello Zohar, molte idee presentate nelle sue opere contraddicono o ignorano le idee di cui allo Zohar. (Luria sottolinea anche questo).
6. Molte delle opere midrashiche raggiunsero la loro redazione finale nel periodo geonico. Parte della terminologia anacronistica dello Zohar potrebbe risalire a quell'epoca.
7. Tra le migliaia di parole usate nello Zohar, Scholem trova due termini anacronistici e nove casi di utilizzo sgrammaticato di parole. Ciò dimostra che la maggior parte dello Zohar è stata scritta nei tempi stabiliti e solo una piccola quantità fu aggiunta successivamente (nel periodo geonico citato).
8. Alcuni termini difficili da comprendere, possono essere attribuiti a sigle o codici. Kasher trova corollari di tale pratica in altri manoscritti antichi.
9. I "prestiti" da commentari medievali possono essere spiegati in modo semplice: a volte succede che una nota scritta a margine di un testo venga aggiunta, durante la ricopiatura, alla parte principale del testo stesso. Il Talmud ha aggiunte geoniche di questo tipo. Certamente questo si potrebbe applicare allo Zohar, del quale non esistevano altri manoscritti per confrontarlo.
10. Kasher cita un antico manoscritto riferentesi ad un libro, Sod Gadol, che pare sia proprio lo Zohar.[12]

Per quanto riguarda la mancanza di conoscenza della terra di Israele da parte dello Zohar, Scholem si basa sui numerosi riferimenti alla città Kaputkia (Cappadocia), che afferma si trovi in Turchia e non in Israele. Tuttavia, una città con questo nome si trova proprio in Israele, ed appare sul Targum Onkelos, Targum Jonathan, Mishnah, Talmud babilonese e svariati midrashim.

### Opinioni storiografiche
Nell'importante articolo scritto sulla Encyclopaedia Judaica da Gershom Scholem dell'Università Ebraica di Gerusalemme vi è una discussione approfondita delle fonti citate dallo Zohar. Scholem reputa l'autore dello Zohar come se avesse basato l'opera su una grande varietà di fonti ebraiche preesistenti, mentre allo stesso tempo si inventa una serie di opere fittizie che lo Zohar sembra citare, ad esempio, il Sifra de-Adam, il Sifra de-Hanokh, il Sifra di-Shelomo Malka, il Sifra de-Rav Hamnuna Sava, il Sifra de-Rav Yeiva Sava, il Sifra de-Aggadeta, la Raza de-Razin e molti altri.
Le opinioni di Scholem sono ritenute accurate dalla maggioranza degli storici della Cabala ebraica ma, come tutte le indagini storiche testuali, non sono accettate acriticamente; la maggior parte delle seguenti conclusioni sono tuttora considerate valide, anche se l'analisi accademica dei testi originali è progredita notevolmente da quando Scholem presentò la sua ricerca innovativa. Tra gli studiosi che continuano a ricercare le fondamenta dello Zohar, si annoverano Yehudah Liebes (che ha scritto nel 1976 la sua dissertazione dottorale per Scholem sul tema di un dizionario del vocabolario della Zohar), e Daniel Matt, anche lui uno studente di Scholem, che sta ricostruendo l'edizione critica dello Zohar sulla base di manoscritti originali inediti.
Mentre molte idee originali nello Zohar sono presentate come opere (fittizie?) di mistica ebraica, molti insegnamenti mistici antichi - chiaramente rabbinici - sono presentati senza nominare le loro reali fonti identificabili. Studi accademici dello Zohar dimostrano che molte delle sue idee si basano sul Talmud, su diverse opere di midrash e su precedenti scritti di mistica ebraica. Scholem scrive:
L'autore aveva una conoscenza approfondita del materiale antecedente e spesso lo usava come base per le sue esposizioni, immettendoci variazioni di suo pugno. Le sue fonti principali erano il Talmud babilonese, il Midrash Rabbah completo, il Midrash Tanhuma e le due Pesiktot (Pesiqta De-Rav Kahana o Pesiqta Rabbati), il Midrash dei Salmi, il Pirkei de-Rabbi Eliezer, e Targum Onkelos. In generale, non sono riportati con esattezza, ma tradotti nello stile tipico dello Zohar e riassunti...
... Si fa minore uso dei midrashim halakhici, del Talmud di Gerusalemme e degli altri Targum, né si citano frequentemente i midrashim tipo l'Aggadat Shir ha-Shirim, il Midrash dei Proverbi e l‘Alfabet de-Rabbi Akiva. Non è chiaro se l'autore abbia usato lo Yalkut Shimoni, o se conoscesse separatamente le fonti della sua aggadah. Dei midrashim minori, ha usato la Heikhalot Rabbati, Alfabet de-Ben Sira, Sefer Zerubabel, Baraita de-Ma'aseh Bereshit, e molti altri...
L'autore dello Zohar ha tratto brani dai commentari della Bibbia scritti da rabbini medievali, tra cui Rashi, Abraham ibn ‛Ezra, David Ḳimḥi e anche da autorità successive come Nahmanide e Maimonide. Scholem offre una varietà di esempi di tali assorbimenti.
Lo Zohar attinge anche da antecedenti testi mistici, come lo Sefer Yetzirah e Bahir, e dai primi scritti medievali dei Chasidei Ashkenaz.
Scholem identificò un'altra influenza sullo Zohar, che proveniva da un circolo di cabalisti del Castiglia che si occupavano della comparsa di un influsso maligno proveniente dall'interno del mondo delle Sephirot. Scholem vedeva questo dualismo tra bene e male all'interno della Divinità come una sorta di inclinazione "gnostica" all'interno della Cabala, e come un predecessore del Sitra Ahra (l'Altro, la parte del male), nello Zohar. Il testo principale del Circolo castigliano era il Trattato dell'Emanazione Sinistra, scritto da Rabbi Isaac ha-Kohen intorno al 1265.

## Contenuti
Lo Zohar e il Tikunei haZohar furono stampati separatamente nell'anno ebraico 5318 (1558 e.v. circa), a Mantova. Quando furono stampati erano in circolazione molti manoscritti parziali che non erano disponibili ai primi tipografi. Questi furono stampati successivamente col titolo "Zohar Chadash" ma lo Zohar Chadash in realtà contiene sia parti che riguardano lo Zohar, sia altre che, chiamate Tikunim (plurale di Tikun, "Riparazione"), sono simili al Tikunei haZohar, come descritto qui appresso. "Zohar" può riferirsi alla sola prima raccolta Zohar, con o senza le relative sezioni di Zohar Chadash o all'intero complesso di Zohar e Tikunim.
Quando ci si riferisce a pagine o numeri di volume dello Zohar questi convenzionalmente seguono l'ordine di impaginazione o la suddivisione in tre volumi dell'edizione mantovana. Citazioni vengono fatte con parashah e numeri di pagina o secondo il volume e la pagina.

### Zohar
La prima parte dello Zohar, nota anche come Zohar `Al haTorah (Zohar della Torah, זוהר על התורה) o Midrash Rashbi, contiene diversi "libri" più piccoli come descritti più sotto.
Questo libro fu pubblicato in tre volumi: Volume 1 su Bereishit (Genesi), Volume 2 sullo Shemot (Esodo) e Volume 3 suin Viyikra, Bamidbar e Devarim (Levitico, Numeri e Deuteronomio). All'inizio del primo volume viene messa una "Prefazione al Libro dello Zohar" (pagine 1a - 14b). Dopo questa introduzione viene il commentario dello Zohar alla maggior parte delle parashiyot (porzioni) della Torah. C'è dello Zohar per tutte le porzioni di Bereishit fino al libro di Vayikra; su Bamidbar non c'è Zohar per le ultime due porzioni: Matot (sebbene per questa parashah ci sia un breve paragrafo a pagina 259b) e Mas`ei. Sul Devarim non c'è Zohar per Devarim, Re'eh, Ki-Tavo, Nitzavim, e veZot haBerakhah. Stampati con questi tre volumi ci sono questi tre libri più piccoli:
Sifra diTzni`uta / Libro dell'Occultamento (ספרא דצניעותא)

Questo piccolo "libro", di tre pagine, (Volume 2, pp. 176b-179a) — il cui titolo, "Libro dell'Occultamento" testimonia della sua importanza e unicità — è considerato una delle parti più importanti e concentrate dello Zohar. Ci si trovano i fondamenti della Torah ed i segreti in sottili e profonde allusioni/remazim.
Esternamente si tratta di un commentario di versi seminali di Bereishit (che formano un'unica sezione della parashah di Genesi). Si compone di cinque capitoli. Intrinsecamente comprende, secondo Rashbi, il fondamento della Cabala che viene spiegata a lungo nello Zohar e nei successivi libri cabalistici. Rabbi Shalom Buzaglo disse: "Rashbi - che i suoi meriti ci proteggano - ha detto (Zohar Vol. 2, p. 176a), «Sifra diTzni `uta è di cinque capitoli che sono inclusi in un Grande Palazzo e riempiono tutta la terra» intendendo questi cinque paragrafi comprendono tutta la saggezza della Cabala... poiché la Sifra diTzni`uta il poco che contiene il tanto; brevità con saggezza meravigliosa e gloriosa." Lo stile di questo scritto è alquanto oracolare e oscuro, nessun nome viene menzionato, solo brevissime allusioni vengono fatte a varie dottrine, senza nessuna spiegazione.
Ci sono coloro che attribuiscono la Sifra diTzni`uta al patriarca Giacobbe; tuttavia, Rabbi Eliezer Tzvi di Kamarno nel suo libro Zohar Chai scrisse, "Sifra diTzni`uta fu composta da Rashbi... e la derivò dalle baraita che erano state trasmesse ai Tannaim dal Monte Sinai all'epoca di Mosè, in modo simile a come Rabeinu HaKadosh organizzò i sei ordini della Mishnah da ciò che veniva tramandato da prima."
Idra Rabba / La Grande Assemblea (אדרא רבא)

L'Idra Rabba si trova nello Zohar Vol. 3, parashat Nasso (pp. 127b-145a), ed il titolo ebraico significa "La Grande Assemblea". "Idra" è il posto a sedere dei saggi, sedile di solito circolare, e la parola "Rabba/Grande" differenzia questa sezione dalla sezione Idra Zuta, che era un'assemblea di minor numero di saggi, che si formò in seguito, come indicato più sotto.
Idra Rabba contiene la discussione di nove amici di Rashbi, che si riuniscono insieme per dissertare dei grandi e profondi segreti della Cabala ebraica. I nove sono: Rabbi Eliezer suo figlio, Rabbi Abba, Rabbi Yehuda, Rabbi Yossi bar Yaakov, Rabbi Yitzchak, Rabbi Chezkiyah bar Rav, Rabbi Chiyya, Rabbi Yossi e Rabbi Yisa. Dopo l'inizio del dibattito fatto da Rashbi i saggi si alzano e, uno dopo l'altro, argomentano sul segreto della Divinità, mentre Rashbi aggiunge i suoi pensieri e risponde alle loro parole. Le lezioni in questa sezione spiegano principalmente le parole della Sifra diTzni`uta, in un modo simile a come la Gemara spiega la Mishnah.
Nell'Idra Rabba, prima che l'assemblea si sciolga, viene narrato che tre degli studenti morirono: Rabbi Yossi bar Yaakov, Rabbi Chezkiyah bar Rav e Rabbi Yisa. La composizione di questa sezione è strutturalmente perfetta; la totalità dei discorsi costituisce un insieme sistematico e si sviluppa gradualmente nel corso della rivelazione dei misteri da parte di Shimon: i suoi discepoli vengono sempre più pervasi dall'estasi e, in una drammatica apoteosi finale, tre studenti muoiono in uno stato di trance estatica. Come scritto, appena morti questi studenti, si riempirono di luce divina e iniziarono il loro viaggio verso il mondo eterno. I rimanenti studenti videro i loro amici portati via dagli angeli. Rabbi Shimon pronunciò alcune parole per calmarli, gridando: "Forse, Dio non voglia, un decreto è stato passato su di noi per essere puniti, dato che ci è stato rivelato ciò che non è mai stato rivelato a nessuno dal momento in cui Mosè si trovò sul Monte Sinai!" In quell'attimo una voce celeste tuonò: "Sei fortunato, Rabbi Shimon! E fortunata è la tua parte e la parte degli amici che rimangono in vita con te! Infatti vi è stato rivelato ciò che non è stato rivelato a tutte le schiere superiori."
Idra Zuta / L'Assemblea Minore (אדרא זוטא)

L'Idra Zuta si trova nella Zohar Vol. 3, parashat Haazinu (p. 287b - 296b), ed è chiamata "Idra Zuta che significa "L'Assemblea Minore", per distinguerla dalla Grande Assemblea, l'Idra Rabba succitata. Nell'Idra Zuta i colleghi e discepoli di Rashbi si riuniscono nuovamente, questa volta in sette, dopo la morte dei tra di cui sopra. Nell'Idra Zuta, i Chevraya Kadisha sono privilegiati di udire gli insegnamenti di Rashbi che includono le parole spiegate nell'Idra Rabba. Si narra inoltre della morte di Shimon, che viene descritta drammaticamente, e un lungo discorso viene riportato che riassume i misteri della grande Idra, introducendo inoltre certe nuove specificazioni.
Ra`aya Meheimna / Il Pastore Fedele (רעיא מהימנא)

Il libro Ra`aya Meheimna, che significa "Il Pastore Fedele" e che sicuramente è il "libro" più esteso della Zohar, contiene ciò che Mosè, il "pastore fedele" appunto, insegna e rivela al Rashbi e ai suoi amici, che includono Tannaim e Amoraim. In questa assemblea di Amici Santi, che si radunarono presso il Beit Midrash, di Rabbi Shimon bar Yohai segreti e rivelazioni sulle mitzvot della Torah vengono spiegate e chiarite. Poiché tratta di mitzvot, dalla Ra`aya Meheimna si può apprendere molto sui sistemi delle decisioni halakhiche dei rabbini.
Ra`aya Meheimna si dipana su numerose parashiyot dello Zohar. Alcune parti sono stampate su pagine separate mentre altre sono inserite nel corpo stesso dello Zohar. Ra`aya Meiheimna si trova nei Volumi 2 e 3 dello Zohar ma non esplicitamente nel Vol. 1. Diversi grandi rabbini e saggi hanno cercato di trovare la Ra`aya Meheimna, che originariamente comprendeva un esteso libro delle 613 mitzvot, e ordinarlo secondo la classificazione dei comandamenti positivi e negativi, e persino stamparlo come libro separato.
Nelle lezioni alla fine dello Zohar, Ra`aya Meheimna viene a volte citata come "Chibra Kadma'ah" -- "il libro precedente".
In merito all'importanza della Ra`aya Meheimna, Rabbi Moshe Cordovero disse: "Sappiate che questo libro, che si chiama `Ra`aya Meheimna, che Rashbi ha fatto con gli tzadikim che si trovano in Gan Eden, fu una riparazione della Shekhinah e un aiuto e Suo sostegno nell'esilio, perché non c'è aiuto o sostegno per la Shekhinah oltre ai segreti della Torah... E tutto ciò che egli dice qui dei segreti e dei concetti, è tutto con l'intenzione di unificare la Shekhinah e aiutarLa durante l'esilio.
Midrash haNe`elam / Il Midrash Nascosto (מדרש הנעלם)

Midrash haNe`elam è collocato nel corpo dello Zohar (parashat Vayera, Chayei Sarah, Toldot) e dello Zohar Chadash (pp. 2b-30b; 46b-47b (nell'edizione dello Zohar Chadash di Rav Reuvein Margolies), e su parashat Balak, Ki Teitze, e sull'intero Zohar Chadash di Shir haShirim, Ruth, e Eikah).
Secondo Moses ben Mordecai Zacuto (detto il Ramaz) è giusto che si intitoli Midrash haNe'elam poiché "il suo tema è principalmente sulla neshamah (un livello superiore dell'anima), la fonte del quale si trova su Beri'ah, che è il luogo del Gan Eden (Giardino dell'Eden) Superiore; è iscritto nel Pardes Rimonim che il drash è su Beri'ah... e il midrash rivelato è il segreto dell'esternalità, il Midrash haNe'elam è il segreto dell'internalità, che è il neshamah. Questo derush si basa sulla neshamah; il suo nome è appropriato - Midrash haNe'elam.
La lingua del Midrash haNe'elam è a volte l'ebraico e a volte l'aramaico, a volte entrambi. A differenza del corpo dello Zohar, i suoi drasha sono corti e non lunghi. Inoltre, i temi discussi - l'opera della Creazione, la natura dell'anima, i giorni di Mashiach e l‘Olam Haba - non sono del tipo che si trova nello Zohar, cioè la natura di Dio, l'emanazione dei Mondi, le "forze" del male e altro. Qui si incontrano non solo Shimon ed i suoi amici ma anche un gruppo di altre autorità che, come gli altri, sono figure leggendarie o maestri talmudici dei primi secoli (Tannaim e Acharonim).
Idra deVei Mashkana, Heikhalot, Raza deRazin, Saba deMishpatim, Tosefta, e Sitrei Torah

Esistono nello Zohar diverse sezioni che sono di natura differente riguardo ai loro contenuti e alla loro importanza, come segue: Idra deVei Mashkana ("Assemblea della Casa del Tabernacolo"), che tratta principalmente dei segreti della preghiera e si trova nello Zohar Vol. 2, parashat Mishpatim (pp. 122b-123b). Heikhalot ("Palazzi") descrive i palazzi del Gan Eden e della Geenna e contiene molti argomenti sulla preghiera mistica. Si trova nello Zohar Vol. 1, parashat Bereishit (pp 38a-45b); Vol. 2 parashat Pekudei (pp. 244b-262b, heikhalot di santità; pp. 262b-268b, heikhalot di impurità). Raza deRazin ("Secretum Secretorum", Segreto dei Segreti) riguarda la rivelazione dell'essenza dell'uomo tramite le caratteristiche del volto e delle mani. Si trova nella Zohar Vol. 2,parashat Yitro (pp. 70a-75a). Saba deMishpatim ("L'Anziano sugli Statuti") è il commentario di Rav Yiba Saba in merito alla metempsicosi e alle punizioni del corpo nella tomba. Si trova nello Zohar Vol. 2,parashat Mishpatim (pp. 94a-114a). Tosefta sono paragrafi che contengono gli inizi dei capitoli sulla saggezza della Cabala sullo Zohar e sono sparsi dappertutto nei tre volumi dello Zohar. Sitrei Torah sono drasha dei versi della Torah su temi spirituali e sul segreto della Divinità, e si trovano nello Zohar Vol. 1. Questa sezione ha caratteristiche teosofiche e di psicologia mistica.

### Zohar Chadash/ Il Nuovo Zohar (זוהר חדש)
Dopo che il libro dello Zohar fu stampato (a Mantova e a Cremona, negli anni ebraic 5318-5320 (circa 1558-1560 e.v.) altri manoscritti furono ritrovati che comprendevano paragrafi che riguardavano il Zohar nel loro contenuto ma che non erano stati inclusi nelle edizioni allora pubblicate. Tali manoscritti riguardavano anche tutte le parti dello Zohar - alcuni erano simili allo Zohar sulla Torah, altri erano simili alle parti interne dello Zohar (Midrash haNe`elam, Sitrei Otiyot ecc.) e alcuni si riferivano al Tikunei haZohar. Una trentina di anni dopo che la prima edizione dello Zohar era stata stampata i manoscritti furono raccolti e disposti secondo le parashot della Torah e delle Meghillot (sembra che la concordanza fosse fatta dal cabalista Rabbi Avraham Halevi di Tsfat) e stampate prima a Salonicco nell'anno ebraico 5357 (circa 1587 e.v.) e poi a Cracovia (5363), e successivamente in molte altre edizioni.
Esiste una Zohar Chadash della Torah su molte 'parashot del chumash. Nel chumash Bereishit: Bereishit, Noach, Lekh Lekha, Vayeira, Vayeishev. Nel chumash Shemot: Beshalach, Yitro, Terumah, Ki Tissa. Nel chumash Vayikra: Tzav, Acharei, Behar. Nel chumash Bamidbar: Chukat, Balak, Matot. Nel chumash Devarim: Va'etchanan, Ki Tetze, Ki Tavo.
Dentro i paragrafi dello Zohar Chadash sono inseriti Sitrei Otiyot ("Segreti della Lettere") e Midrash haNe`elam, in pagine separate. Seguono i midrashim - Midrash haNe`elam sullee megillot: Shir haShirim, Ruth e Eikhah. Alla fine sono stampati i Tikunim (Tikunei Zohar Chadash, תיקוני זוהר חדש), come il Tikunei haZohar.

### Tikunei haZohar/ Rettifica dello Zohar (תיקוני הזוהר)
Tikunei haZohar, che fu stampato come libro separato, include settanta commentari chiamati "Tikunim" (lett. "Riparazioni") e un'aggiunta di altri undici Tikkunim. In alcune edizioni sono pubblicati Tikunim che erano già stati stampati nello Zohar Chadash, che per contenuto e stile riguardano anche il Tikunei haZohar.
Ciascuno dei settanta Tikunim del Tikunei haZohar inizia spiegando la parola "Bereishit" (בראשית) e continua spiegando altri versi, principalmente su parashat Bereishit ma anche dal resto del Tanakh. Ciò vien fatto col metodo del Sod in commentari che rivelano gli aspetti occultati e mistici della Torah.
 Tikunei haZohar e Ra`aya Meheimna sono simili per stile, linguaggio e concetti ma differenti dal resto dello Zohar. Per esempio l'idea dei Quattro Mondi appare su Tikunei haZohar e Ra`aya Meheimna ma non altrove, come accade anche con l'uso del termine "Cabala". Nella terminologia, quello che viene chiamato Cabala nel Tikunei haZohar e Ra`aya Meheimna è semplicemente chiamato razin (indizi o suggerimenti) nel resto dello Zohar.
Su Tikunei haZohar esistono molti riferimenti a "chibura kadma‘ah" (col significato "il libro antecedente") e rimanda al corpo principale dello Zohar.

### Parti dello Zohar
La visione tradizionale rabbinica è che quasi tutto lo Zohar e le parti in esso contenute (cioè quelle parti di cui sopra) sono stati scritti e compilati da Rabbi Shimon bar Yohai, ma alcune parti erano precedenti al Rashbi e lui le ha usate (come per es. Sifra deTzni`uta, v.s.), altre sono state scritte o redatte da generazioni dopo la morte di Rashbi (ad esempio, Tannaim posteriori a Shimon sono occasionalmente menzionati). Tuttavia, a parte queste, nello Zohar sono citate decine di fonti più antiche che erano in possesso di Rashbi e del suo Chevraya Kadisha, e furono apparentemente il fondamento della tradizione cabalistica dello Zohar. Queste includono Sefer Raziel, Sifra de'Agad'ta, Sifra de'Adam haRishon, Sifra de'Ashmedai, Sifra Chakhmeta `Ila'ah diVnei Kedem, Sifra deChinukh, Sifra diShlomoh Malka, Sifra Kadma'i, Tzerufei de'Atvun de'Itmasru le'Adam beGan `Eden, e altre ancora. Dalla prospettiva ebraica ciò dimostra che l'insegnamento del Sod nel libro dello Zohar non è stato inventato nel periodo Tannaitico ma piuttosto è una tradizione dei tempi antichi che Rashbi e il suo Chevraya Kadisha hanno utilizzato e su cui hanno costruito e fondato la loro Cabala le cui radici sono anche nella Torah scritta che è stata data da Hashem a Mosè nel Sinai.
Esaminando in maniera più accurata gli scritti sopra citati e la loro correlazione, appare evidente che debbano essere suddivisi in due gruppi. Uno include i primi diciotto titoli, tra i quali però le due sezioni della Midrash haNe'elam occupana una posizione speciale; gli ultimi tre parti formano un secondo gruppo che differisce radicalmente dal primo. Scholem afferma che i diciotto scritti che compongono il primo gruppo e possono dirsi i costituenti della vera Zohar, siano l'opera di un singolo autore. Non appare accettabile che siano stati prodotti in periodi differenti da autori differenti, né sembra possibile individuare strati storici differenti tra le varie parti in questione. Qua e là potrebbe esser stata aggiunta una frase o alcune parole in data posteriore, ma in linea generale la distinzione - che alcuni critici ritengono ancora valida - tra le parti cosiddette autentiche e successive interpolazioni, non hanno alcun fondamento degno di ulteriori indagini.

### Esegesi
Secondo lo Zohar la perfezione morale dell'uomo influenza il mondo ideale delle Sefirot; poiché, sebbene le Sefirot siano direttamente correlate all'Ein Sof (ebraico: אין סוף, Infinito) e sono Sua espressione e modalità, l'Albero della Vita stesso dipende dall'uomo, ovviamente in relazione a Dio stesso: solo lui può realizzare l'effusione divina.
Questo concetto somiglia a quello del Tiqqun 'Olam. La rugiada che vivifica l'universo scorre dal giusto.
Con la pratica della virtù e della perfezione morale, l'uomo può aumentare l'emanazione della grazia celeste.
Anche la vita fisica è sottomessa alla virtù.
Questo, dice lo Zohar, è indicato dalle parole "perché il Signore Dio non aveva fatto piovere" (Genesi 2:5), che significa che non vi era ancora stata un'azione benefica nei cieli, perché l'uomo non era ancora stato creato per invocarla.
Lo Zohar assume quattro tipi di esegesi del testo biblico, dal letterale al più mistico:
1. Il significato semplice, letterale: Peshat
2. L'allusione o significato allegorico: Remez
3. Il paragone rabbinico tramite sermone o illustrazione e metafora: Derash
4. Il significato segreto/misterioso/occulto: Sod[3]

Le lettere iniziali di questi termini (P, R, D, S) insieme formano la parola Pardes ("paradiso/giardino"), che è diventata la designazione della definizione zoharica dei quattro significati testuali, dei quali il senso mistico viene considerato il più alto.

### Punti di vista accademici
Nel suo Cabala ed erotismo, Moshe Idel (professore di Misticismo ebraico, Università Ebraica di Gerusalemme) asserisce che la distinzione fondamentale tra la corrente razionale-filosofica e quella mistica dell'ebraismo, come esemplificata dallo Zohar, è la convinzione mistica che la Divinità sia complessa piuttosto che semplice, e che il divino sia dinamico ed incorpori il genere, con dimensione sia maschile che femminile. Queste polarità devono essere congiunte (avere yihud, "unione") per mantenere l'armonia del cosmo. Idel caratterizza questo punto di vista metafisico come "diteismo", ritenendo che ci siano due aspetti di Dio, e chiama il processo di unione col termine "teoeroticismo". Questo diteismo - le dinamiche che comporta, e i suoi riverberi all'interno della creazione - è senza dubbio l'interesse centrale dello Zohar e costituisce una gran parte del suo discorso.
Bisogna anche citare il lavoro di Elliot R. Wolfson (professore di Misticismo ebraico, Università di New York), che è stato uno dei pochi a contestare la visione convenzionale, che è stata affermata anche da Idel. Wolfson riconosce altresì l'importanza del simbolismo eteroerotico nella comprensione cabalistica della natura divina. L'unicità di Dio è percepita in termini androgini, come accoppiamento di maschile e femminile, il primo caratterizzato da capacità di eccedere e il secondo come possibilità di ricevere. Dove Wolfson si stacca da Idel e da altri studiosi della Cabala, è nella sua insistenza sul fatto che la conseguenza di tale unione eteroerotica è il ripristino del femminile nel maschile. Come nel caso dell'Adamo originale, la donna fu costruita dall'uomo, e la loro congiunzione carnale fu raffigurata col diventare una sola carne, così l'ideale dei cabalisti è la ricostituzione di quello che Wolfson chiama l'androgino maschile. Molto più vicino in spirito ai dicta gnostici antichi, Wolfson afferma che l'ideale escatologico della Cabala tradizionale è quello della femmina che diventa maschio.

## Influenze

### Ebraismo
Da una parte, lo Zohar fu lodato da molti rabbini poiché opponeva il formalismo religioso, stimolava immaginazione ed emozioni e, per molta gente, aiutava a rinvigorire l'esperienza della preghiera. In molti posti la preghiera era diventata un mero esercizio religioso esteriore, deve invece essere il mezzo per trascendere gli affari terreni e mettersi in contatto con Dio.
Secondo la Jewish Encyclopedia, "D'altra parte lo Zohar fu censurato da molti rabbini perché propagava molte credenze superstiziose e produceva numerosi sognatori mistici, la cui immaginazione sovreccitata popolava il mondo di spiriti, demoni e ogni sorta di influenze buone e cattive". Molti rabbini classici, soprattutto Maimonide, reputavano tutte queste come una violazione dei principi ebraici della fede.
La sua modalità mistica di spiegare alcuni comandamenti veniva applicata dai suoi commentatori a tutte le osservanze religiose e produceva una forte tendenza a sostituire l'ebraismo mistico al posto del tradizionale ebraismo rabbinico. Ad esempio lo Shabbat, il sabato ebraico, cominciò ad essere visto come l'incarnazione di Dio nella vita temporale ed ogni cerimonia eseguita in quel giorno veniva considerata di avere un'influenza sul mondo superiore.
Elementi dello Zohar si insinuarono nella liturgia del XVI e XVII secolo e i poeti religiosi non solo usavano l'allegorismo e il simbolismo dello Zohar nelle loro composizioni ma adottavano anche il suo stile, per esempio l'uso della terminologia erotica per illustrare le relazioni tra l'uomo e Dio. Così, nel linguaggio di alcuni poeti ebraici, i riccioli dell'amata indicano i misteri della Divinità; i piaceri sensuali caratterizzano il più alto grado di amore divino come contemplazione estatica, mentre la vigna rappresenta la condizione in cui le qualità umane si fondono o si esaltano in quelle di Dio.
Nel XVII secolo fu proposto che solo gli uomini ebrei oltre i 40 anni di età potessero studiare la Cabala - e, per estensione, leggere lo Zohar - perché si riteneva fosse troppo potente per quelli meno maturi ed esperti emotivamente.

### Neoplatonismo
Fondata nel III secolo e.v. da Plotino, la tradizione neoplatonica ha chiare ripercussioni nello Zohar, come del resto molte altre forme di spiritualità, siano esse ebraica, cristiana o musulmana. In particolare, il concetto della Creazione tramite emanazioni sequenziali di Dio è caratteristico del pensiero neoplatonico. Nei sistemi sia cabalistici che neoplatonici, il Logos, o Sapienza Divina, è l'archetipo primordiale dell'universo e fa da mediatore tra l'idea divina e il mondo materiale. Commentatori ebraici dello Zohar presero espressamente atto di tali influenze greche. Non c'è comunque dubbio che l'autore dello Zohar avesse letto estratti delle Enneadi di Plotino, che erano alquanto diffuse nel Medioevo col titolo di Teologia di Aristotele. Cita infatti, in uno dei suoi scritti, la descrizione fatta da Plotino dell'ascesa estatica del filosofo verso il mondo dell'intelligenza pura e della sua visione dell'Uno. Ma allo stesso tempo l'autore zohariano viene sempre più attratto dall'aspetto mistico dell'Ebraismo, che gli appare come suo vero nucleo centrale, e gradualmente viene a riflettere sul mistero della Divinità nella maniera presentata dalla teosofia cabalistica del suo tempo.

### Misticismo cristiano
Secondo la Jewish Encyclopedia "l'entusiasmo provato per lo Zohar veniva condiviso da molti studiosi cristiani, come Giovanni Pico della Mirandola, Johannes Reuchlin, Egidio da Viterbo, e altri, i quali tutti credevano che il libro contenesse prove della verità del Cristianesimo. Erano portati a questa convinzione dalle analogie esistenti tra alcuni degli insegnamenti dello Zohar e di alcuni dogmi cristiani, come la caduta e la redenzione dell'uomo e il dogma della Trinità, che sembra essere espressa nello Zohar nei seguenti termini:
(Zohar, iii. 288b)
Tuttavia, molti passi dello Zohar parlano dell'unità e unicità di Dio, nel significato inteso dall'ebraismo, piuttosto che della Trinità. Una delle frasi più comuni dello Zohar è "raza d'yichuda "il segreto della sua Unità" che descrive l'Unità di Dio come completamente indivisibile, anche in termini spirituali.
La succitata frase delle tre teste, secondo i cabalisti, ha connotazioni estremamente differenti, 
siccome è noto che lo Zohar è scritto in termini fortemente codificati secondo la tradizione ebraica, e il suo vero significato si rivela solo ai più giusti. Ciononostante, il significato semplice della suddetta frase, secondo le fonti ebraiche, non ha nessuna relazione con la Trinità. In rapporto all'Ebraismo, Dio stesso è incomprensibile.
Comunque, la nostra relazione con Dio è la Sua Presenza Divina. Ciò potrebbe esser paragonabile ad un uomo in una stanza - c'è l'uomo stesso, e c'è la sua presenza ed il suo rapporto con gli altri nella stanza. In ebraico, questa presenza è nota come "Shekhinah". È anche il concetto del Nome di Dio - è il Suo rapporto con noi e la Sua presenza nel mondo tra di noi. La Sapienza (letteralmente scritta come "Campo di Mele") in termini cabalistici si riferisce alla Shekhinah, la Presenza Divina. L'Inconoscibile (letteralmente scritto come la Presenza Infinitesimale) si riferisce ad eventi sulla terra quando tali eventi possono essere intesi come eventi naturali, invece che di atti di Dio, anche se in realtà sono atti di Dio. Ciò è illustrato come percezione della Shekhinah attraverso un cristallino sfocato, opaco. Con questo si vuol dire che, anche se vediamo la Presenza di Dio (non Dio stesso), attraverso eventi naturali, lo vediamo solo attraverso una lente sfocata, al contrario dei miracoli, nei quali vediamo chiaramente e riconosciamo la Presenza di Dio nel mondo. Il Santo Antico si riferisce a Dio stesso, Che è impercettibile. Questa è la semplice spiegazione ebraica di quella frase nello Zohar, tuttavia, come si sa, ci sono molte interpretazioni cabalistiche più profonde e segrete, che non sono dischiuse alla pubblica conoscenza.
In base alla Jewish Encyclopedia, "questa ed altre simili dottrine trovate nello Zohar sono ormai note per essere molto più antiche del cristianesimo, ma gli studiosi cristiani che sono stati guidati dalla somiglianza di questi insegnamenti a certi dogmi cristiani, hanno ritenuto loro dovere di propagare lo Zohar."

## Lo studio dello Zohar
Lo studio dello Zohar è paragonato ad un assaggio dall'Albero della vita in particolar modo in quanto sostegno per lo studioso per la rivelazione della Sefirah Binah. I Maestri insegnano come il miglior momento per il suo studio sia dalla mezzanotte, quando vengono aperti più facilmente i cancelli celesti e la porta del cielo e possibilità più ampia per il Tikkun. Si ritiene inoltre che chi, del popolo d'Israele, studia lo Zohar abbia la possibilità di non essere colpito dai danni dell'esilio. Studiare lo Zohar è sentire la Presenza divina ed essere pronti all'esperienza interiore, fino a trasportare la coscienza in una rivelazione mistica.
Il libro giunge a seguito di una tradizione che comprende cinque parti:
1. la tradizione narrativa dell'Haggadah, attraverso il Talmud e il Midrash, ma anche i racconti, le massime e le parabole dei Rabbini
2. la tradizione normativo-legale dell'Halakhah
3. la tradizione liturgica che si allarga dalla precedente trasformando la preghiera in poesia
4. la pratica mistica della Merkavah
5. la tradizione esoterico-speculativa che ruota attorno al Sépher Yetziràh

e che si è trasmessa attraverso i cabalisti con i loro segreti: dal Bahir e i vari rabbi Abraham Ben David di Posquières, suo figlio Isaac il cieco, Moshe ben Nahman, Jonah Gerondi, e altri tra i circoli di Provenza, Catalogna, Castiglia (dove pare fu composto lo Zohar) e la città di Gerona il risultato finale della cui ricerca era la restaurazione dell'unità divina attraverso la congiunzione armonica delle Sefirot e la rivelazione (che è anche nascondimento) della Shekhinah (che qualcuno intendeva coincidesse con Israele stessa).
Lo Zohar, di circa 1.700 pagine, è diviso in 3 sezioni (su Genesi, su Esodo e la terza sui restanti tre libri della Torah, alle quali si aggiunge una quarta parte recuperata da omissioni precedenti e con commenti a Rut, Echa e al Cantico dei cantici. In alcune edizioni fanno parte del libro anche il Tiqquney Zohar (70 modi di commento ai versi d'apertura del Libro della Genesi) e lo Zohar Hadash (o nuovo Zohar) o altri brevi testi tutti di commento "amoroso" verso la Torah intesa meno come testo e più come presenza viva da corteggiare dinamicamente perché riveli i suoi segreti, l'ultimo dei quali non si potrà conoscere prima del tempo messianico.
Il libro racconta di Shimon bar Yohai e dei suoi 8 allievi che si sostengono vicendevolmente e che si fanno compagnia raccontandosi avventure, vagabondaggi e incontri con altri maestri e strane figure, come di fatto succedeva nei circoli medievali di iniziati alla Cabala. L'ambientazione storica è però evitata e si parla di alberi, strade e giardini piuttosto che di case e sinagoghe come luoghi d'incontro (questo fece dire allo Scholem che fosse una specie di "romanzo mistico"). Due incontri vengono però tenuti in stanze speciali dell'assemblea: l'Idra Rabba, o grande Idra, e l'Idra Zuta, o piccola Idra: nel primo tre dei nove studiosi muoiono di estasi e nel secondo, anni più tardi, sette studenti si raccolgono attorno al letto di morte del maestro.

## Edizioni
La prima versione in italiano dell'opera si deve a Sisto IV, che ne incaricò la traduzione a Baruch da Benevento, eminente cabalista attivo a Napoli a fine Quattrocento. Fu il cardinale agostiniano Egidio da Viterbo a convincere il papa della bontà dell'opera.
La prima edizione a stampa è uscita a Mantova nel 1558, quasi contemporaneamente a una di Cremona del 1560. Seguono una di Salonicco del 1597 (parziale) e una di Amsterdam del 1715. Quest'ultima è spesso la base delle edizioni più moderne, come quelle di Livorno e di Vilnius.

## Rabbini dello Zohar
Alcuni rabbini dello Zohar furono:
- Aba o Abba, discepolo di Shimon
- Acha
- Akiva ben Yosèf
- Bo
- Chiya
- Elazar, figlio di rabbi Shimon e suo discepolo
- El'azar ben Arak
- Hezekiyah o Ḥizkiyah, discepolo di Shimon
- Hiyà o Ḥiyya, discepolo di Shimon
- Pinhas ben Yair
- Shimon bar Yohai, maestro
- Tanhum
- Yaakov bar Idi
- Yehudah, dispepolo di Shimon
- Yesa o Yeisa, discepolo di Shimon
- Yitzchak, discepolo di Shimon
- Yohanan
- Yosi o Yose, discepolo di Shimon
- Zerà

### Commentatori
- Menahem Recanati
- David ben Judah ha-Hasid
- Shem Tov ibn Gaon
- Moses Cordovero
- Abraham Azulai
- Shimon Lavi di Tripoli
- Shalom Buzaglo di Londra

#### Successivi
- Reuben Margolies
- Yehuda Ashlag, il Baal Hasulam
- Yerid ha-Sefarim

## Riferimenti nell'immaginario moderno
- Il testo è coinvolto nella trama del romanzo Rex tremendae maiestatis di Valerio Evangelisti. È citato anche in Il Golem (romanzo) di Gustav Meyrink, durante un dialogo tra il burattinaio Zwakh e l'archivista ebreo Hillel.
- Lo scrittore e rabbino Chaim Potok ha posto lo Zohar come sfondo spirituale del suo romanzo The Book of Lights (1981 - Il libro delle luci, tr. ital. di Mara Muzzarelli, Garzanti 2004).
- Nella saga di videogiochi Xenogears prima e in Xenosaga poi lo Zohar è un oggetto divino, fonte di inimmaginabile potere.
- Il testo è spesso citato nel romanzo L'uomo autografo della scrittrice inglese Zadie Smith, il quale annovera tra i personaggi dei ragazzi ebrei londinesi.